# Nachum Goldmann
Nachum Goldmann, Nahum Goldmann (hebr. ‏נחום גולדמן‎; ur. 10 lipca 1895 w Wiszniewie, zm. 29 sierpnia 1982 w Bad Reichenhall) – litewski prawnik i filozof pochodzenia żydowskiego, założyciel i długoletni prezes Światowego Kongresu Żydów. W latach 1956–1968 prezydent Światowej Organizacji Syjonistycznej.

## Życiorys

### Dzieciństwo i młodość
Urodził się w 1895 roku w miejscowości Wiszniew w Imperium Rosyjskim (obecnie terytorium Białorusi). Urodził się w rodzinie litewskich Żydów. Jego ojciec był nauczycielem i zagorzałym syjonistą. W wieku 6. lat przeniósł się wraz z rodzicami do Frankfurtu nad Menem w Cesarstwie Niemieckim, gdzie ojciec pracował w środowisku lokalnych syjonistycznych intelektualistów. W 1911 roku ojciec zabrał młodego Nahuma ze sobą na Dziesiąty Kongres Syjonistyczny, który wywarł na nim silne wrażenie. W 1913 roku na cztery miesiące odwiedził Palestynę. W następnym roku opublikował swoje wrażenia z podróży w książce zatytułowanej Ziemia Izraela. Listy z podróży do Palestyny (niem. Erec Israel, Reisebriefe aus Palästina). Edycja tej książki została później wznowiona. Studiował prawo, historię i filozofię na Uniwersytecie w Marburgu, Uniwersytecie w Heidelbergu i Uniwersytecie w Berlinie.

### Praca zawodowa
Podczas I wojny światowej Goldmann został zatrudniony przez Ministerstwo Spraw Zagranicznych Niemiec. W okresie tym próbował przekonać cesarza Wilhelma II do idei ruchu syjonistycznego. W 1922 roku założył wydawnictwo Eschkol-Publikations-Gesellschaft i był zaangażowany w publikację czasopism syjonistycznych. W 1929 roku razem z Jakobem Klatzkinem rozpoczął projekt Encyclopaedia Judaica. Encyklopedia prezentowała prace wszystkich ówczesnych czołowych żydowskich myślicieli i uczonych. Opublikowano dziesięć tomów w języku niemieckim i dwa tomy w języku hebrajskim. Zaraz po puczu monachijskim w 1923 roku naziści fałszywie oskarżyli Goldmanna, że jest tajnym agentem wywiadu komunistycznego. Jego dalsza działalność wydawnicza została przerwana z powodu dojścia w 1933 roku nazistów do władzy w Republice Weimarskiej. Zdołał uniknąć aresztowania przez Gestapo, ponieważ był w Brytyjskim Mandacie Palestyny na pogrzebie ojca. W listopadzie 1934 roku zwrócił się do włoskiego dyktatora Benito Mussoliniego z prośbą o wsparcie w obronie praw Żydów na Terytorium Saary, o przyłączenie którego do III Rzeszy starali się naziści. W 1935 roku został pozbawiony obywatelstwa niemieckiego. Dzięki interwencji francuskiego ministra Louis Barthou, uzyskał prawo wjazdu i zamieszkania w Hondurasie i został obywatelem tego państwa. Pod koniec 1935 roku poślubił Alice Gottschalk.

### Działalność syjonistyczna

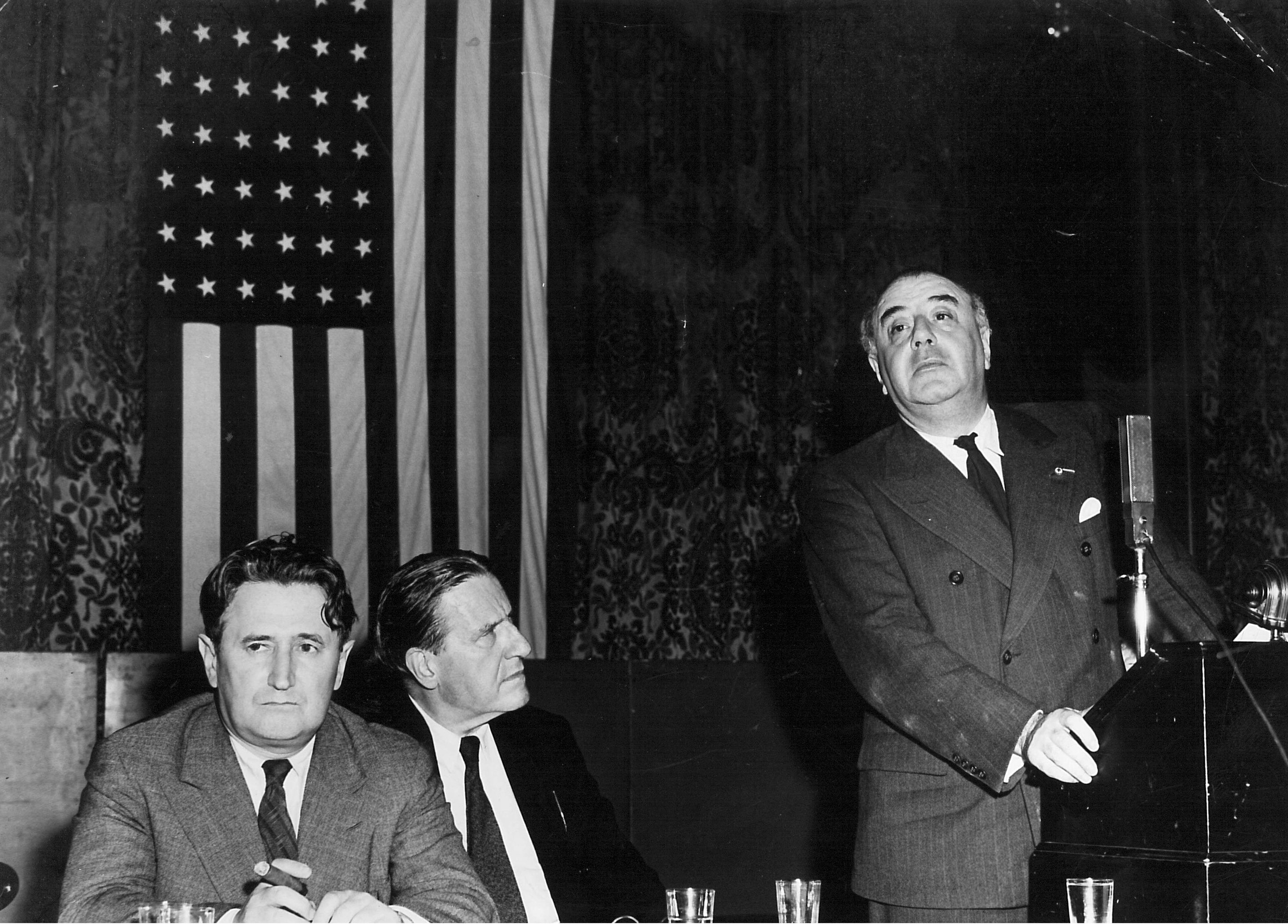
Nachum Goldmann, rabin Stephen Samuel Wise i Henry Torres (przemawia) na konferencji syjonistycznej w Nowym Jorku, 1942

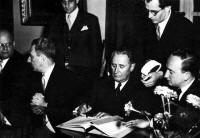
Nachum Goldmann podpisuje układ o niemieckich reparacjach wojennych, 1952

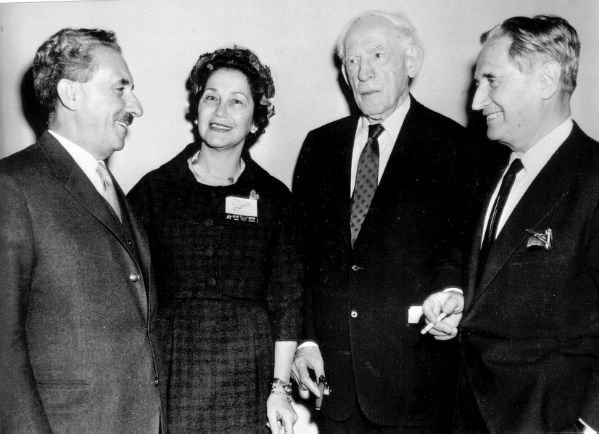
Mosze Szaret, Miriam Freund, Louis Lipski i Nachum Goldmann, 1960

Nahum Goldmann zdawał sobie sprawę z wielkiego niebezpieczeństwa, jakie wynikało z faktu dojścia do władzy nazistów w Niemczech. Osobiście bardzo boleśnie odczuł antysemicką politykę nazistów. Gdy w 1935 roku przyjęto Ustawy norymberskie, na mocy których pozbawiano Żydów obywatelstwa niemieckiego, Goldmann zrozumiał, że istnieje pilna potrzeba podjęcia działań na rzecz ratowania niemieckich Żydów. Jako jeden z pierwszych przewidział zagrożenie stworzone przez niemieckiego dyktatora, Adolfa Hitlera. W 1936 roku, razem z rabinem Stephenem Wise, założył Światowy Kongres Żydów; był pierwszym przewodniczącym Rady Dyrektorów Kongresu. Usiłował zbudować konsensus między różnymi żydowskimi grupami o odmiennych poglądach politycznych i orientacjach religijnych, pełniąc rolę ambasadora ogólnoświatowej społeczności żydowskiej. W kolejnych latach Goldmann pracował jako przedstawiciel Światowej Organizacji Syjonistycznej w Szwajcarii. Konsekwentnie nie zmieniał zdania, że wywierając presję polityczną w domu, należy zawsze być ostrożnym i taktownym, gdyż istnieje ryzyko pobudzenia wrogości wpływowych figur dyplomatycznych. Z tego powodu nigdy nie uruchomił publicznej kampanii przeciwko amerykańskiej polityce wizowej, która ograniczała wielkość żydowskiej imigracji. Było to niezwykle tragiczne w skutkach, gdyż europejscy Żydzi bezskutecznie poszukiwali na całym świecie możliwości ucieczki przed nazistami i zbliżającym się Holocaustem. Zaostrzenie problemu żydowskich uchodźców nastąpiło na wiosnę 1938 roku, po dokonanym przez Niemców Anschlussie Austrii. Pod wpływem rosnącej krytyki publicznej amerykański prezydent Franklin Delano Roosevelt zwołał w lipcu 1938 roku Konferencję Évian, która odbyła się w Évian-les-Bains we Francji. Celem konferencji było znalezienie schronienia dla setek tysięcy wysiedlonych Żydów. Goldmann uczestniczył w niej jako obserwator z ramienia Światowego Kongresu Żydów. Spośród 32. uczestniczących w konferencji państw tylko Dominikana zgodziła się przyjąć ograniczoną liczbę nowych uchodźców.
Po wybuchu II wojny światowej Goldmann wyjechał do Stanów Zjednoczonych i zamieszkał w Nowym Jorku, gdzie dołączył do Komitetu Awaryjnego Światowej Organizacji Syjonistycznej. Przez kilka lat był także przedstawicielem Agencji Żydowskiej. Przyjeżdżając do Ameryki zastał żydowskich liderów podzielonych, bez spójnej polityki i jednolitej wizji działania. Było to dla niego bardzo frustrujące, gdyż w jego zrozumieniu świadomość wydarzeń toczących się w Europie wymagała od amerykańskich Żydów zachowania jedności „intencji i celów”. Powiedział:

Przez wszystkie lata mojej żydowskiej polityki nigdy nie czułem się tak bezsilny, tak ponuro gorzko jak wtedy. Wszyscy z nas, którzy w tamtych czasach mówili do Żydów – i zdecydowanie to ja – mieliśmy udział w winie.

Goldmann zawsze był zwolennikiem demokratyzacji życia żydowskiego i jego działalność była jawna publicznie, ale w ówczesnych warunkach wojennych podjął decyzję o rozpoczęciu cichej, zakulisowej dyplomacji. Zwłaszcza w przededniu wyborów prezydenckich w 1940 roku uznał ją za najbardziej skuteczny środek do realizacji celów. W takich okolicznościach rozpoczął starania o międzynarodowe uznanie osadnictwa żydowskiego w Palestynie. Na nadzwyczajnej konferencji syjonistycznej w 1942 roku wezwał do stworzenia spójnej strategii działań na rzecz złagodzenia skutków nazistowskiej polityki wobec europejskich Żydów. Jej wynikiem była Konferencja Biltmore, na której wezwano do nieograniczonej emigracji żydowskiej do Palestyny. W swoim wystąpieniu na konferencji Goldmann ostrzegł, że rasistowską politykę nazistów należy traktować poważnie, gdyż może ona skutkować ludobójstwem Żydów:

Kto może przewidzieć co zrobi nazistowski reżim, który raz zajmie pozycję masowego mordercy, czy będzie tak działał do końca, aż odczuje wstyd?.

Po wysłuchaniu w październiku 1942 roku sprawozdania o Holokauście żalił się:

Nasze pokolenie jest w tragicznej sytuacji, jedna połowa naszego pokolenia jest mordowana na naszych oczach, a druga połowa siedzi i nie może zapobiec katastrofie.

W maju 1943 roku Goldmann zajął stanowisko, że walka z brytyjską białą księgą z 1939 roku jest uzasadniona i będzie kolejnym krokiem prowadzącym do utworzenia państwa żydowskiego w Ziemi Izraela. W styczniu 1945 roku walnie przyczynił się do utworzenia specjalnej komisji American Jewish Joint Distribution Committee w celu ratowania ocalonych europejskich Żydów z Holocaustu. Goldmann uczestniczył w negocjacjach z brytyjskimi władzami Mandatu Palestyny na temat realizacji obietnic zawartych w Deklaracji Balfoura (z 1917 roku). Poparł ideę podziału Palestyny na dwa odrębne państwa: żydowskie i arabskie. Jego zdaniem przetrwanie narodowe było ważniejsze od wielkości przyznanej powierzchni własnego państwa. Goldmann był przekonany, że powstanie państwa żydowskiego będzie uzależnione od poparcia Żydów z diaspory i opinii publicznej. Za te poglądy był mocno krytykowany.
Od końca wojny Goldmann aktywnie współpracował z Dawidem Ben Gurionem na rzecz utworzenia państwa żydowskiego w Palestynie. Po przyjęciu w listopadzie 1947 roku rezolucji Zgromadzenia Ogólnego ONZ nr 181 w sprawie podziału Palestyny, był zaniepokojony możliwością wybuchu wojny izraelsko-arabskiej. Razem z Mosze Szaretem doradził Ben Gurionowi, aby opóźnić proklamację niepodległości Izraela, dając więcej czasu na osiągnięcie przez Aliantów porozumienia dyplomatycznego z Arabami. Ben Gurion nie wysłuchał ich rady i w dniu 14 maja 1948 roku ogłosił Deklarację Niepodległości Izraela.
W latach 1948–1977 Goldmann pełnił funkcję prezesa Światowego Kongresu Żydów, koordynując działania wielu organizacji syjonistycznych na całym świecie na rzecz poparcia dla Izraela. Pomimo że często mocno krytykował politykę izraelskiego rządu, zawsze popierał państwo żydowskie i działał na jego korzyść. Od 1951 roku był przewodniczącym Komitetu Wykonawczego Agencji Żydowskiej. W tym samym roku zwołał w Nowym Jorku spotkanie 23. najważniejszych krajowych i międzynarodowych organizacji żydowskich w celu przedyskutowania tematu reparacji wojennych od rządu niemieckiego. Z toku dyskusji wyłoniła się organizacja nazwana Claims Conference. W dniu 10 września 1952 roku – po sześciu miesiącach negocjacji – osiągnięto porozumienie z rządem Konrada Adenauera. Dawid Ben Gurion powiedział wówczas do Nachuma Goldmanna: Po raz pierwszy w historii żydowskiego narodu, po setkach lat ucisku i grabieży (...) uciskający i grabieżcy mają zwrócić z powrotem co zagrabili i zapłacić zbiorowe odszkodowanie za część strat materialnych. W 1954 roku podobne porozumienie podpisano z Austrią. Goldmann równocześnie działał na rzecz rozwoju edukacji i kultury żydowskiej. W asymilacji widział zagrożenie dla dalszego istnienia narodu żydowskiego w świecie, dlatego przywiązywał dużą wagę do utrzymywania silnych więzów społeczności istniejących w diasporze z Izraelem. W latach 1956–1968 był prezydentem Światowej Organizacji Syjonistycznej. W tym charakterze otwarcie skrytykował izraelski rząd za uprowadzenie Adolfa Eichmanna i wezwał do osądzenia tego nazistowskiego zbrodniarza wojennego przez międzynarodowy sąd. W 1962 roku otrzymał izraelskie obywatelstwo, ale nigdy nie zamieszkał na stałe w Izraelu. W 1969 roku otrzymał obywatelstwo Szwajcarii.
Po wojnie sześciodniowej w 1967 roku Goldmann skrytykował izraelski rząd za nadmierne poleganie na potędze militarnej i brak ustępstw wobec Arabów. Propagował stanowisko, że jedyną szansą na długoterminowe przetrwanie państwa żydowskiego jest zaakceptowanie wszystkich praw Palestyńczyków. W październiku 1967 roku spotkał się z jugosłowiańskim przywódcą Josipem Tito i poprosił go, aby poinformował pozostałych komunistycznych oraz arabskich przywódców o jego pokojowych propozycjach. Na początku 1970 roku został zaproszony na rozmowy przez egipskiego prezydenta Gamala Nasera, został jednak powstrzymany przez izraelski rząd. Jego próby skontaktowania się w 1974 roku z palestyńskim liderem Jasirem Arafatem były postrzegane jako zdrada. Goldmann uważał takie zachowanie za nierozsądne. W 1982 roku zaapelował o zakończenie wojny libańskiej, aby nie pobudzać antysemityzmu i antysyjonizmu.
Nachum Goldmann zmarł 29 sierpnia 1982 roku w niemieckim kurorcie Bad Reichenhall. Został pochowany na Wzgórzu Herzla w Jerozolimie.

## Poglądy
W jego wizji Izrael miał być duchowym i moralnym centrum dla wszystkich Żydów, pozostając państwem neutralnym na wzór Szwajcarii, z międzynarodowymi gwarancjami bezpieczeństwa istnienia i nienaruszalności granic. Dopuszczał przy tym nawet stałą obecność międzynarodowych sił pokojowych. Choć był zdecydowanym zwolennikiem syjonizmu, popierał także zachowanie społeczności żydowskich w diasporze; zachowywał w tym zdrowy rozsądek uważając, że diaspora będzie zapewniać Izraelowi stałe i nieustanne poparcie międzynarodowe. Równocześnie czuł, że państwo żydowskie nie będzie w stanie zaspokoić wszystkich potrzeb Żydów. Widząc silne tendencje asymilacyjne wyrażał swoje zaniepokojenie i walczył o wzmocnienie nakładów na edukację, kulturę i instytucje żydowskie działające poza granicami Izraela.

## Znaczenie
Goldmann odegrał bardzo ważną rolę w rozwoju światowego ruchu syjonistycznego, wpływając na proces tworzenia państwa Izrael. Na jego cześć nadano jego imię utworzonemu przez niego Muzeum Diaspory.

## Publikacje
- Erez-Israel. Reisebriefe aus Palästina. Frankfurt: 1914. [dostęp 2012-09-15]. (niem.). Brak numerów stron w książce
- Der Geist des Militarismus. Stuttgart, Berlin: Deutsche Verlagsanstalt, 1915. Brak numerów stron w książce
- Staatsmann ohne Staat. Köln: Kiepenheuer-Witsch, 1970. Brak numerów stron w książce (autobiografia)
- Das jüdische Paradox – Zionismus und Judentum nach Hitler. Paris: Stock, 1976. ISBN 3-434-50007-3. [dostęp 2012-09-15]. (fr.). Brak numerów stron w książce
- Mein Leben. USA – Europa – Israel. München: Langen-Müller, 1981. ISBN 3-7844-1920-8. Brak numerów stron w książce (autobiografia)
- Mein Leben als deutscher Jude. München: Langen-Müller, 1982. ISBN 3-7844-1771-X. Brak numerów stron w książce
- Israel muß umdenken. Die Lage der Juden 1976. Hamburg: Rowohlt Taschenbuch Verlag, 1976. ISBN 3-499-14061-6. Brak numerów stron w książce